# Trestia (okręg Vrancea)
Trestia – wieś w Rumunii, w okręgu Vrancea, w gminie Dumitrești. W 2011 roku liczyła 173
mieszkańców